# 동부 솔로몬 해전
동부 솔로몬 해전(영어: Battle of the Eastern Solomons)은 제2차 세계 대전 당시 태평양 전역에서 항공모함 간의 세 번째 전투이면서 솔로몬 제도 전역에서 과달카날 전투 동안 미국 해군과 일본 제국 해군이 벌였던 전투이다. 이 전투는 1942년 8월 24일과 25일에 벌어졌다. 산호해와 미드웨이에서 양측의 함대는 가시거리에 서로를 두었던 적이 없다. 대신 양측의 모든 공격은 항공모함의 함재기나 지상의 항공기로 이루어졌다.
몇 차례 공습 후에 미국과 일본 제국의 해군 함대는 어느 쪽도 명백한 승리를 거두지 못하고 철수했다. 하지만 일본은 상당수의 항공기와 조종사를 잃은 반면 연합군은 일본보다 적은 피해를 입었기 때문에 미국은 일본에 비해 높은 전략·전술적 이점을 얻게 되었다. 게다가 과달카날섬에 대한 일본군의 증원도 연기되어 수송선 대신에 주로 구축함을 이용하여 증원병 및 군수 물자를 수송했고(도쿄 익스프레스), 섬에서 싸울 병사들에게 큰 도움을 주는 중화기 및 탄약과 전술적인 물품은 수송하기 곤란해졌다. 이는 연합군에게 일본군의 반격에 대비할 더 많은 시간을 벌어준 셈이 되었다.

## 배경
1942년 8월 7일 미군을 주축으로 한 연합군은 솔로몬 제도 남쪽의 과달카날섬, 툴라기섬, 플로리다섬에 상륙했다. 일본 제국이 이 섬들을 미국과 오스트레일리아 사이의 보급로를 차단하기 위해 쓰는 것을 막고, 뉴기니와 뉴브리튼 전역의 연합군을 지원하면서 라바울에 있는 일본군의 중요 거점을 제거하기 위해서였다. 이 상륙은 과달카날섬에서 6개월간 벌어진 긴 과달카날 전투의 시작이었다.
연합군의 상륙은 미국의 세 항공모함 기동 함대의 지원을 받았다. 그 세 기동 함대는 사라토가호가 속한 11함대, 엔터프라이즈호가 속한 16기동 함대, 와스프호가 속한 18기동 함대였다. 각각의 기동 함대는 항공대와 전함, 순양함과 구축함을 포함하고 있었다. 세 항공모함 기동 함대의 총사령관은 사라토가에 타고 있었던 프랑크 잭 플레처 중장이었다. 세 척의 미국 항공모함들은 상륙 부대를 근접 항공 지원하면서 라바울로부터 오는 일본군 항공기들의 공습을 저지하였다. 하지만 항공모함이 공습에 취약하다는 것과 사보섬 해전에서 연합군의 패배를 고려한 플레처는 일본 항공기와의 교전에서 너무 많은 전투기를 잃지 않기 위해 8월 9일에 연료를 이유 삼아 항공모함을 모두 솔로몬 제도와 뉴헤브리디스 제도 사이의 안전한 곳으로 철수시켰다. 이곳에서 미국의 항공모함 기동 함대는 누벨칼레도니섬과 에스피리투산토섬에 위치한 연합군 본거지와의 병참선을 지키는 것과 과달카날섬과 툴라기섬의 지상군이 일본의 반격에 맞서 싸우는 것을 지원하는 것과 과달카날로의 보급선을 호위 역을 책임졌는데, 일정 거리 내로 일본 함선—특히 항공모함—이 접근할 경우 교전하여 파괴하는 것도 임무였다.

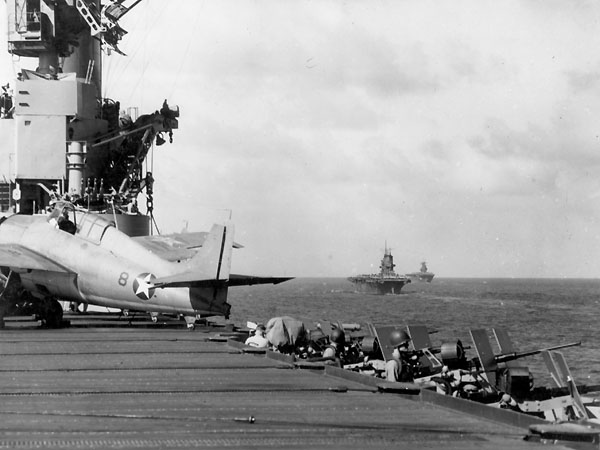
미국의 항공모함 와스프(앞)와 사라토가, 엔터프라이즈(뒤)는 1942년 8월 12일에 남태평양의 과달카날섬에서 작전을 수행했다.

8월 15일과 20일 사이, 미국 항공모함들은 과달카날에 새로이 개장한 핸더슨 비행장으로 수송되는 전투기와 폭격기들을 호위했다. 핸더슨 비행장은 곧 솔로몬 제도의 일본군과 일본 공군의 움직임을 드러내주었다. 연합군이 핸더슨 비행장을 가진 사실은 과다카날 전투 전체에서 중요한 요인이 된다.
연합군의 솔로몬에 대한 갑작스런 기습은 야마모토 이소로쿠 제독 휘하의 일본 해군과 육군이 연합군을 과달카날과 투라기로부터 내쫓기 위한 반격을 준비하게 만들었다. 반격은 “카 작전”(Operation Ka)으로 명명되었고, 해군은 남태평양 지역의 연합군의 함대를 격퇴시킨다는 추가적인 목적을 가지고 있었다(Ka는 과달카날을 일본어로 옮길 때 첫 철자를 딴 말이다.).

## 전투

### 서막
1500명의 일본군을 태운 느린 수송선 3척은 추크 제도를 8월 16일에 출발하여 과달카날로 향했다. 수송선대와 경순양함 진츠(Jintsu), 구축함 8척, 정찰선 4척은 진추에 탑승한 다나카 레이조 중장의 지휘를 받았다. 또한 라바울에서도 수송선대를 보호하기 위해 중순양함 4척으로 이루어진 “근접 호위 부대”가 미카와 구이치 중장과 함께 출전했다. 이 순양함들은 모두 사보섬 해전에서 연합군을 격퇴시킨 함선들이었다. 다나카는 수송선의 병력을 8월 24일에 상륙시키기로 계획했다.

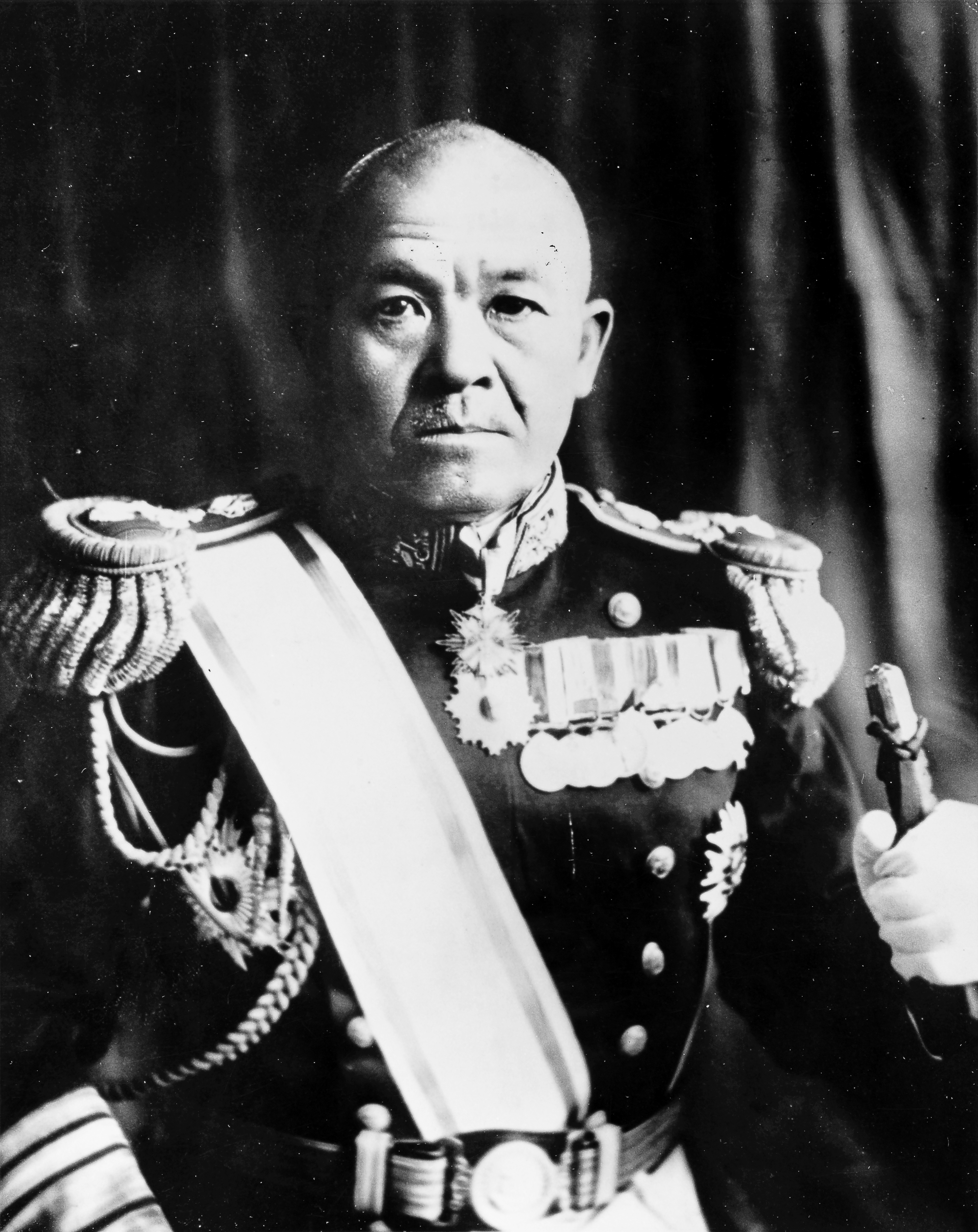
일본 해군 중장 나구모 주이치

8월 21일 나머지 일본 해군은 추크 제도를 떠나, 남솔로몬으로 향했다. 이 배들은 3개의 집단으로 나뉘었는데, 주력 부대는 항공모함 쇼카쿠(Shōkaku)와 즈이카쿠(Zuikaku), 경항공모함 류조(Ryūjō)에 중순양함 1척과 경순양함 1척, 8척의 구축함으로 이루어졌고 쇼카쿠의 나구모 주이치 중장이 지휘했으며, 선봉대는 전함 2척과 중순양함 3척, 경순양함 1척과 구축함 3척으로 이루어졌고 아베 하로아키 소장이 지휘했다. 진격대는 중순양함 5척, 경순양함 1척, 구축함 6척에 수상정 수송기로 이루어졌고 곤도 나부타케 중장이 지휘했다. 마지막으로 라바울에 있는 100여 척의 일본 제국 해군 폭격기 및 전투기, 정찰기 등은 지원을 맡았다. 나구모의 주력 부대는 선봉과 진격대의 후방에 위치하여 미국 정찰기들로부터 은폐되도록 하였다.
가 계획은 미국 항공모함의 위치를 정찰기가 발견하든 함대가 발견하든 한 번 알아내면 나구모의 항공모함은 즉시 미군 항공모함을 파괴하기 위해 출진하기로 계획하였다. 미국 항공모함이 파괴되거나 이동이 불가능해지면, 아베의 선봉대와 곤도의 진격대가 접근하여 연합군의 마지막 해군을 파괴하기로 계획되어 있었다. 그렇게 되면 일본 해군은 헨더슨 비행장에 대한 폭격을 자유로이 하면서 일본군의 상륙을 엄호할 수 있었고, 과달카날섬과 투라기섬을 재탈환할 수 있었다.
8월 19일과 20일에 있었던 미국 해병대와 일본군 사이의 예기치 못했던 전투로 인해 미국 항공모함 기동 함대는 8월 21일에 과달카날로부터 400마일(700킬로미터) 떨어진 곳에서 다시 과달카날로 돌아가게 되었다. 미국 항공모함들은 핸더슨 비행장을 지키는 해병대를 지원하면서, 과달카날에 일본군이 상륙하도록 지원한 일본 함대—특히 항공모함—를 파괴하기 위해 과달카날로 돌아갔다.
연합군과 일본 양쪽의 해군은 8월 22일에 계속해서 서로를 향해 전진했다. 양쪽 모두 열성적으로 정찰을 펼쳤지만 서로의 위치를 알 수 없었다. 그러나 일본군은 1기의 정찰기가 실종되었던 것 덕분에(무선 보고를 보내기 전에 격추되었든 다른 이유든 간에) 미국 항공모함 기동 함대의 위치를 추측할 수 있었지만, 미국은 다가오는 일본 해군 함대의 전력과 위치를 알지 못했다.
8월 23일 오후 9시 40분에 산타크루스섬에서 출격한 미국의 PBY 카탈리나 항공기가 다나카(Tanaka)의 수송대를 발견했다. 그 후에, 일본 함선들을 더 이상 목격할 수는 없었다. 하지만 다나카는 함대가 목격된 후에 공격이 그에게로 올 것이라는 것을 알고 있었고, 카탈리나 항공기가 떠난 지점의 반대 방향으로 이동했다. 그리고 사라토가호와 핸더슨 비행장의 항공기들은 그의 함선을 찾을 수 없었다. 다나카는 그 뒤에 그의 상관들에게 연합군의 공습을 피하기 위해 북쪽으로 향한 선회로 말미암아 상륙 시간이 8월 25일로 연기되었다고 말했다. 8월 23일 오후 6시 23분에 어떤 일본 항공모함도 발견되지 않았고 이 지역에 대한 어떤 정보도 없었다. 플레처는 연료가 별로 없던 와스프를 함대에서 분리시켜 18 기동 함대와 함께 연료 재보급을 위해 북쪽의 이페이트(Efate)로 2일간의 항해를 떠나게 했다. 그렇기 때문에 와스프와 그 호위함들은 이후 전투에서 어떤 역할도 맡지 않았다.

### 8월 24일에 있었던 항공모함의 활동

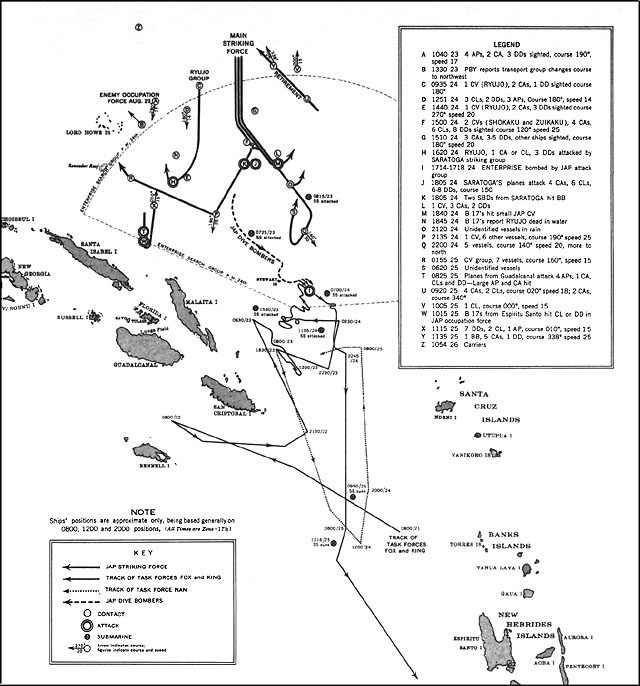
1943년의 미국 해군 지도는 8월 23일부터 8월 26일 사이의 일본(위)과 연합군(아래) 해군의 대략적인 경로와 행동을 보여준다.

8월 24일 새벽 1시 45분에 나구모는 경항공모함 류조에 중순양함 토네와 구축함 아마츠카제와 토키츠카제를 주어 일본군 주력보다 먼저 진격한 뒤 새벽에 핸더슨 비행장에 공습을 가하도록 명령했다. 류조의 임무는 류조가 미군의 관심을 끌어서 일본 주력함대는 미군에게 발견되지 않은 채로 접근하고 다나카의 수송선대에 대한 호위도 도와준다는 나구모 중장의 작전이었다. 쇼카쿠와 즈이카쿠에 있는 대부분의 항공기가 미국 항공모함의 위치를 알아내는 대로 즉각 출격할 수 있도록 준비하였다. 5시 30분부터 6시 30분 사이에, PBY 카탈리나를 증강한 미국 항공모함들을 일본 해군을 수색하기 위해 정찰기들을 발진시켰다.
9시 35분에 한 카탈리나가 류조 함대를 처음으로 발견했다. 콘도의 류조 와 콘도의 함선들, 미카와의 항공모함이 몇 번 더 발견된 뒤에 다른 미국 항공기들도 늦은 아침에 따라왔다. 아침과 오후 내내 미국 항공기들은 몇몇 정찰기와 잠수함을 발견함으로써 플레처가 일본이 그의 항공모함이 어디 있는지를 알고 있다고 믿게 만들었지만, 사실 그 정도까지는 아니었다. 플레처는 다른 일본 항공모함이 있는지 확신하기 전까지는 류조에 대한 공격을 주저했다. 결국 일본 항공모함의 위치와 존재에 대한 확신 없이 플레처는 사라토가에서 오후 1시 40분에 류조를 공격하는 38대의 항공기들을 발진시켰다. 하지만 그는 두 일본 항공모함이 발견될 경우를 대비하여 미국 항공모함의 항공기들을 남겨두었다.
12시 20분에 류조호는 케이트 폭격기 6기와 A6M 제로센 9대를 라바울의 G4M 베티 폭격기 24기와 제로센 14기와 함께 공격에 나서게 했다. 하지만 라바울의 항공기들은 갑작스런 악천후를 만나 류조호의 항공기들에게는 알리지 않은 채 11시 30분에 기지로 귀환했다. 류조호의 항공기들은 과달카날로 향하던 사라토가의 레이다에 발견되었고, 임박한 미국의 공격이 위치를 더 정확하게 수정하도록 만들었다. 류조호의 항공기들은 오후 2시 23분에 핸더슨 비행장 상공에 도착하여 폭격을 하면서 핸더슨 비행장의 전투기들과 전투를 벌였다. 케이트 폭격기 3대와 제로 전투기 3대, 미국 전투기 3대가 격추되었고 핸더슨 비행장에는 어떠한 피해도 입히지 못했다.
오후 2시 25분에 일본 정찰기는 미국 항공모함들을 발견했다. 비록 격추되긴 했으나, 보고는 제때에 도착했고 나구모는 쇼카쿠호와 즈이카쿠호에서 즉각 항공기들을 발진시켰다. 두 일본 항공모함들의 첫 번째 공격은 발 급강하 폭격기 27대와 제로기 15대였고 2시 50분에 사라토가와 엔터프라이즈를 향해 이동하기 시작했다. 동시에 미국 정찰기 두 대는 마침내 일본 항공모함을 포함한 주력 부대를 발견했다. 하지만 통신망의 문제로 발견 보고는 플레처에게 도착하지 못했다. 두 정찰기는 그 지역을 떠나기 전에 쇼카쿠를 공격했으나 경미한 피해만을 주었다. 급강하 폭격기 27대와 제로기 9대로 이루어진 두 번째 공격이 일본 항공모함으로부터 4시 정각에 발진했고, 미국 항공모함들의 동쪽 방면으로 향했다. 아베의 선봉대는 해가 진 뒤에 미군 함선들과 만날 법한 방향으로 향하였다.
동시에 사라토가의 공습대가 류조에 도착하여 공격을 시작하였고, 3개에서 5개의 폭탄과 1개 정도의 어뢰를 맞은 류조에서는 승무원 120명이 사망했다. 심각한 손상을 입은 류조호는 결국 해질녘에 버려지고 곧 가라앉았다. 아마츠카제와 토키츠카제는 류조의 생존자들과 귀환하던 중에 비행기를 불시착시킨 조종사들을 구하였다. 이 동안 몇몇 B-17 폭격기들이 무력해진 류조호를 공격했으나 추가 피해를 주지는 못했다. 구조 작업이 끝난 후 두 일본 구축함과 토네는 나구모의 주력 부대에 다시 합류했다.

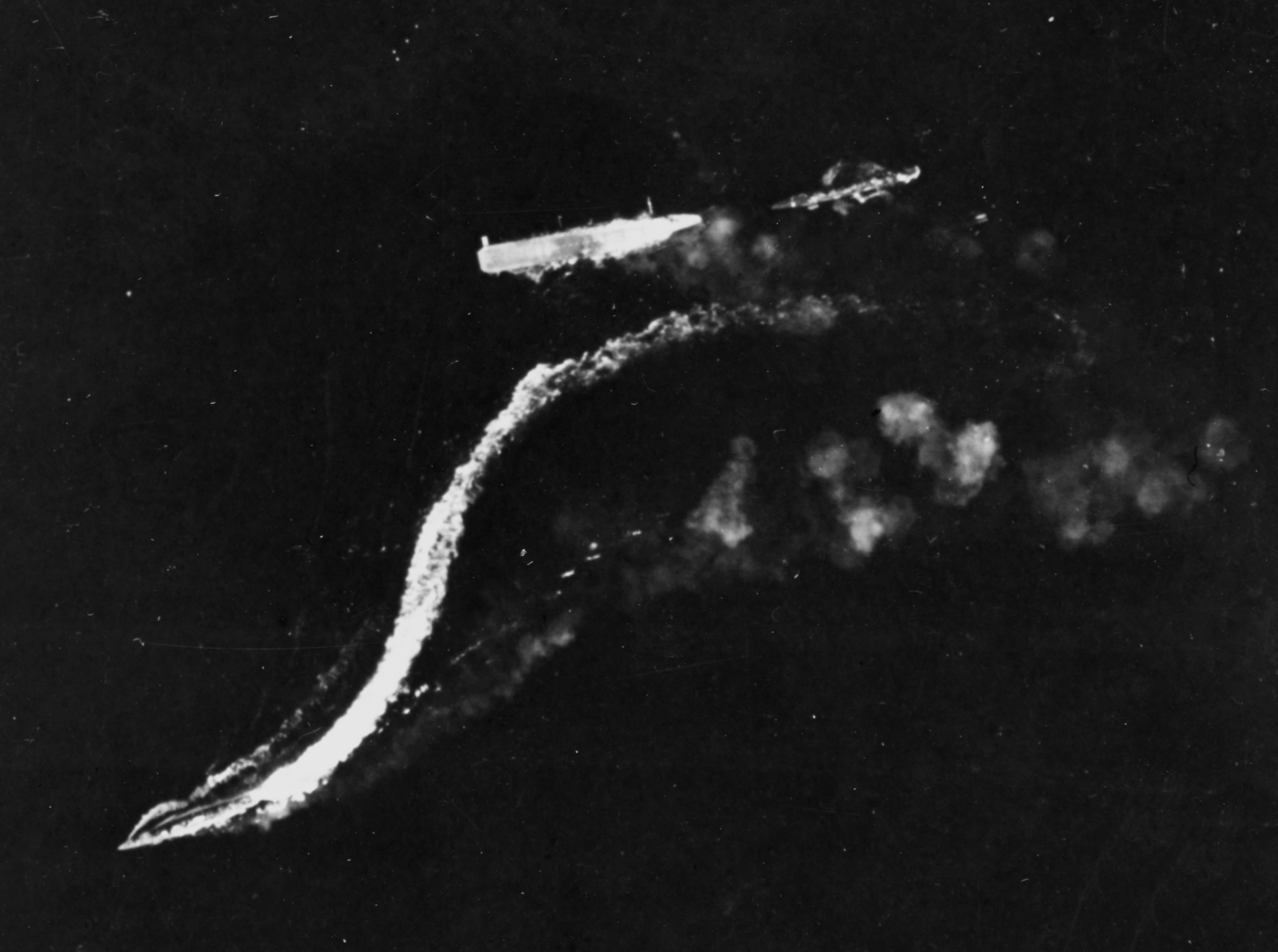
무력화된 류조(정중앙)가 1942년 8월 24일에 B-17 폭격기들의 고공 폭격을 받고 있다. 구축함 아마츠카제(가운데 밑)가 류조로부터 최고 속력으로 떠나고 있으며 토키츠카제(가운데 중앙에 희미하게 보임)도 B-17의 폭격을 피하기 위해 류조로부터 멀어지고 있다.

4시 2분에 일본 함대의 위치에 관한 명확한 정보를 기다리던 미국 항공모함의 레이다가 첫 번째 일본 항공기들의 공격을 발견했다. 43대의 F4F 와일드캣 전투기들이 미국 항공모함들에서 발진했고 항공모함들은 레이다 유도로 그들을 접근 중인 일본 항공기들로 유도했다. 하지만 통신망 문제와 레이다의 항공기 식별 능력 한계, 미숙한 유도 능력, 그리고 일본 급강하 폭격기들을 호위하던 제로기들의 효율적인 엄호로 인해 미국 전투기 몇 대만이 급강하 폭격기가 항공모함에 도달하기 전에 이들과 교전할 수 있었다. 일본 급강하 폭격기들이 공격을 시작하기 바로 직전에 엔터프라이즈호와 사라토가호는 그동안 대기시킨 모든 항공기를 발진시켜 일본 함대가 발견된 곳으로 향하게 했다. 이 항공기들은 북쪽으로 이동하여 안전하게 귀환하기 전까지 찾을 수 있는 것은 모두 파괴하거나 전투 지역 주위를 맴돌라고 지시받았다.

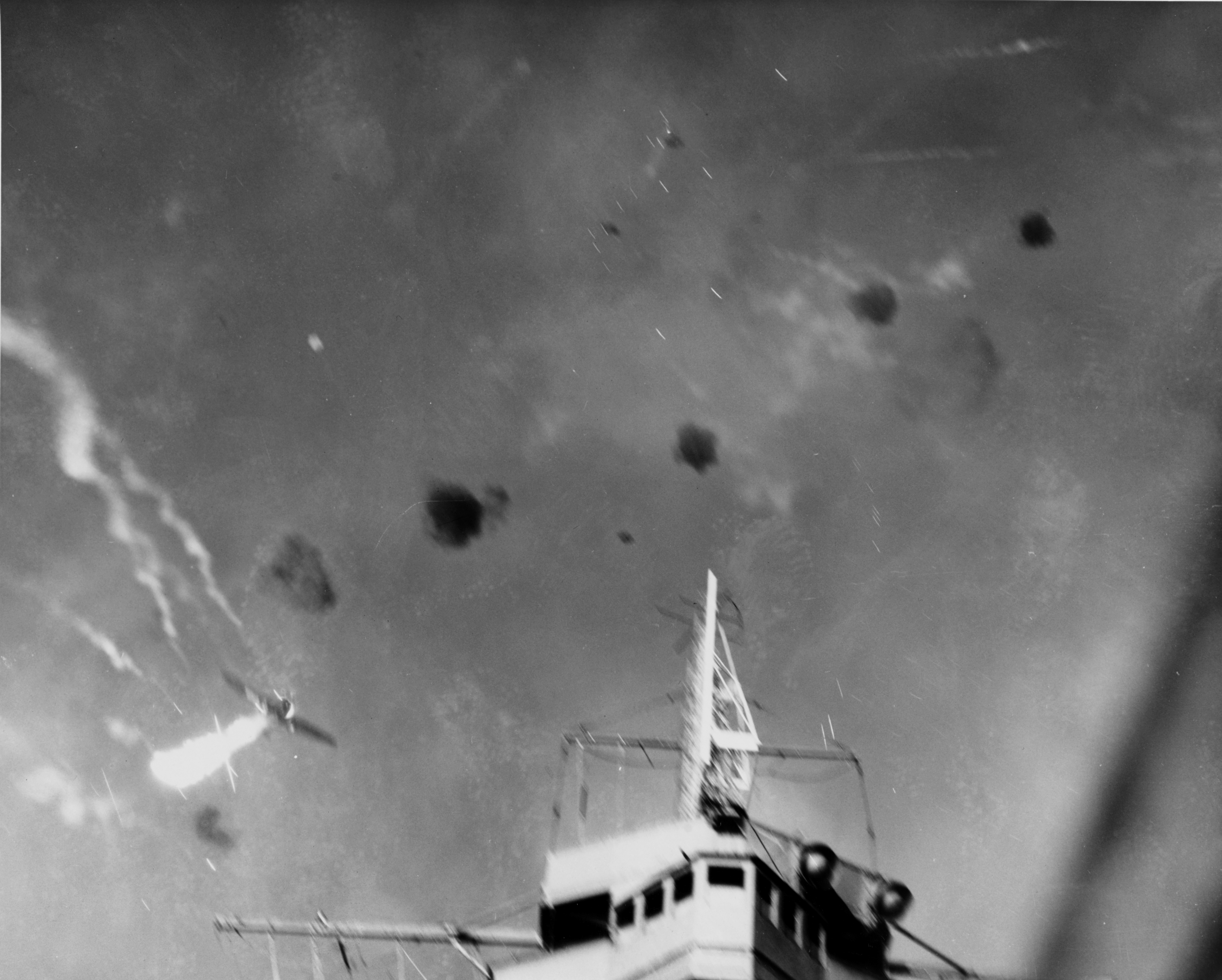
일본의 발(Val) 급강하 폭격기가 엔터프라이즈호의 바로 위에서 대공포를 맞고 격추되고 있다.

4시 29분에 일본 급강하 폭격기들은 미국 함대에 공격을 시작하였다. 몇몇 항공기들은 사라토가를 공격하도록 정해져 있었으나, 가장 가까운 항공모함인 엔터프라이즈호로 목표를 바꾸었다. 그런 이유로 엔터프라이즈호는 대부분의 일본군 공습 목표가 되었다. 엔터프라이즈호와 호위함들로부터 쏟아지는 맹렬한 대공 포화를 받게 되었지만 몇몇 와일드캣이 공격을 저지하기 위해 급강하 폭격기들이 급강하하기 전까지 쫓아갔고, 급강하 폭격기들과 함께 와일드 캣 4대가 미국의 대공 포화에 격추되었다.
미국 함선들의 효과적인 대공포 사격과 회피 기동 덕분에 첫 번째 급강하 폭격기 9기의 폭탄은 모두 빗나갔다. 하지만 4시 44분에 철갑탄, 지엽탄이 후방 엘리베이터 근처에서 활주로를 관통하고 수중에서 폭파되기 전에 3개의 층을 관통했다. 이 공격으로 35명이 죽고 70명 이상이 다쳤다. 바닷물이 흘러들어왔기 때문에 엔터프라이즈호는 약간 기울어졌으나 선체에 큰 피해는 아니었다.
그리고 30초 후에 다음 급강하 폭격기들이 폭탄을 장착하고 첫 번째 폭탄이 맞은 곳으로부터 15피트(약 4.6미터)밖에 떨어지지 않은 곳을 강타했다. 폭발로 인해 주변에 있던 5인치포의 화약에 불이 붙었고, 두 번째 폭발로 이어졌으며 포 주위에 있던 승무원 35명을 죽이고 거대한 화염을 만들었다.

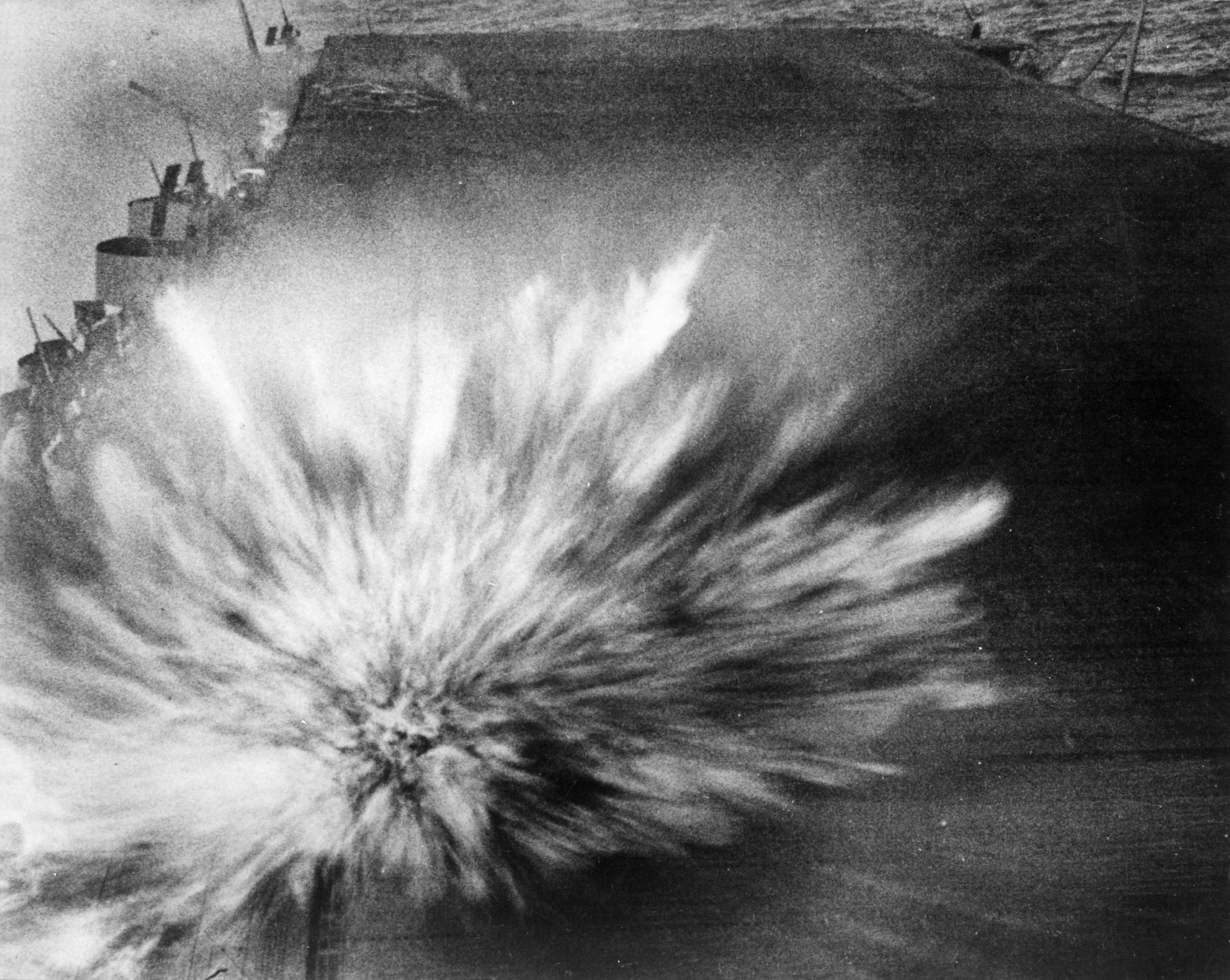
세 번째이자 마지막 폭탄이 엔터프라이즈를 맞혔으나 경미한 손상을 입혔다. 처음 두 폭탄이 떨어진 곳에서 나온 연기를 사진 좌측 상단에서 볼 수 있다.

1분 후인 4시 46분에 마지막 세 번째 폭탄이 첫 번째 폭탄이 떨어졌던 활주로 앞쪽에 맞았다. 폭발로 인해 활주로에 10피트(약 3미터)의 구멍이 생겼지만 더 이상의 손상은 입히지 못하였다. 급강하 폭격기 4대가 엔터프라이즈호를 공격하지 않고 미국의 전함 노스캐롤라이나를 공격했지만, 폭탄을 명중시키지는 못하였다. 4시 48분에 모든 공격은 끝났고 살아남은 일본군 항공기는 작은 그룹을 형성하여 함대로 귀환했다.
양쪽 모두 각자에게 입힌 손상이 실제보다 엄청나다고 생각했다. 여러 가지 요인이 있겠지만, 주로 교전의 혼란스럽고 복잡한 전개 때문이었다. 미국은 그들이 일본 항공기 70여 기를 격추시켰다고 생각했지만, 오직 42기만이 실제로 전투에 참가했다. 일본의 실제 피해는 모든 이유를 합해서 25기의 항공기였고, 격추당한 항공기의 조종사들은 대부분 구조되지 못했다. 일본은 자신들이 1기의 항공모함이 아니라 2기 모두에 심각한 손상을 입혔다고 착각하고 있었다. 미국은 교전 중에 전투기 6기를 잃었고, 그 항공기의 조종사 대부분이 구조되었다.
비록 엔터프라이즈가 심각한 손상을 입었고 불타고 있었지만, 배에 있는 손상 복구원들이 비행 작전을 재개할 수 있기에 충분한 만큼 5시 46분에 배를 수리할 수 있었다. 단지 교전이 끝난 후 한 시간 뒤였다. 6시 5분경에 사라토가 공습대는 류조를 침몰시키고 별다른 사고 없이 착륙했다. 일본 항공기들의 2차 공습이 6시 15분에 도달했지만, 통신 문제로 미국 함대의 위치를 알 수 없었고, 어떤 미국 함선도 공격하지 못한 채 복귀해야 했다. 그 도중에 작전 사고로 몇몇 항공기를 잃어야 했다.
일본 항공기들의 첫 공습이 시작되기 바로 전에 떠난 대부분의 미국 함재기가 목표를 찾는데 실패했다. 하지만 5기의 TBF 어벤저들이 콘도의 진격대를 찾아내어 수상기 수송선을 공격했다. 폭탄 2발이 근접 폭발하여 비무장 함선에 중대한 손상을 입힐 수 있었다. 그들은 해가 진 뒤에 핸더슨 비행장이나 항공모함으로 복귀할 수 있었다. 미국 함대는 접근 중인 일본 함선들에게서 벗어나기 위해 남쪽으로 철수했다. 사실 아베의 선봉대와 콘도의 진격대는 미국의 항공모함 기동 함대와 함상 전투를 벌이기 위해 항해하고 있었다. 하지만 미국 함대와의 어떤 교전도 없이 한밤중에 방향을 바꾸어 철수했다. 나구모의 주력 부대는 교전 중 항공기를 상당수 잃은 것과 연료 부족 때문에 북쪽으로 후퇴했다.

### 8월 25일에 있었던 활동
미국의 두 항공모함이 심각한 손상을 입고 후퇴했다고 생각한 다나카의 증원병 수송선대는 다시 과달카날로 향했고, 8월 25일 오전 8시에 목적지로부터 150마일(약 241킬로미터)을 남겨놓고 있었다. 8시 5분에 미국 항공기 18기가 헨더슨 비행장에서 날아와 다나카의 수송선대를 공격했고 진추에 심각한 손상을 입히며 24명을 죽였다. 그 공격으로 다나카는 정신을 잃었다. 수송선 긴류마루도 공격 받아 침몰했다. 일본 구축함 무추키는 긴류마루로 이동하여 승무원을 구하고 병력을 탑승시켰지만, 에스피리투산토에서 온 미국 B-17 폭격기 6대에게 공격 받아 5개의 폭탄을 주위에 맞았고 즉시 가라앉았다. 기절에서 깨어났지만 혼비백산했던 다나카는 수송선대를 후퇴하게 했다. 미국과 일본 양쪽은 그들의 함선을 그 지역에서 완전히 후퇴하기로 했고, 전투는 끝났다. 일본 해군은 북솔로몬 근처로 이동하여 핸더슨 비행장에 있는 미국 항공기로부터 벗어났고, 9월 5일에 결국 추크 제도로 귀환했다.

## 전투의 여파

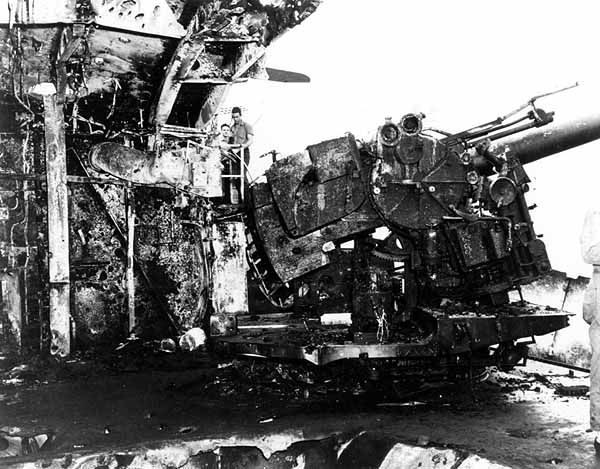
전투 후 찍힌 엔터프라이즈의 불타버린 5인치(127mm) 대포

전투는 일반적으로 일본이 더 많은 함선과 항공기 및 조종사를 잃었다는 사실과 과달카날에 대한 일본군 충원이 연기됐다는 점에서 미국의 전략·전술적 승리로 받아들여진다. 역사학자 리처드 프랭크는 이렇게 서술한다.
솔로몬 해전은 의심할 여지없이 미국의 승리이지만, 일본 항공기 조종사들의 감소를 불러왔다는 점에서 장기적인 결과로 인한 승리이다. 일본군은 느린 수송선으로 올 수는 없었다.— 리처드 프랭크, 도쿄 익스프레스지

미국은 단지 조종사 7명을 전투에서 잃었다. 하지만 일본은 100여 명의 보충하기 힘든 베테랑 조종사를 잃었다. 다나카의 수송선대에 있던 병력은 대부분의 중화기를 버려놓고 쇼트랜드섬에 있던 구축함에 탑승하여 1942년 8월 29일에 과달카날로 수송되었다.
병력 보충 효과를 제외하고 8월 23일에 과달카날으로부터 북쪽에서 70마일(130 km) 떨어진 곳에서 핸더슨 비행장의 미국 항공기들의 공격 구축함 아사기리가 가라앉고 다른 일본 구축함 두 척이 큰 손상을 입었다는 점만으로도 핸더슨 비행장의 전술적 가치는 충분히 강조된다. 과달카날을 탈환하려는 일본군의 노력은 2달 간 궁지에 몰렸고, 카페 에스페란스에서 10월 11일부터 12일까지 벌어졌던 대규모 해전으로 물거품으로 돌아갔다.
엔터프라이즈호는 진주만으로 이동해 1942년 10월 15일에 복구를 마쳤다. 엔터프라이즈호는 남태평양에 10월 24일에 복귀하여 쇼카쿠호 및 즈이카쿠호와의 재대결과 함께 산타크루즈섬의 전투를 치르게 되었다.

## 참고 자료
- 케그니, 제이스 (2005년). “1942년 8월의 동솔로몬제도의 전투”. 《HistoryAnimated.com》. 2007년 2월 19일에 원본 문서 (자바스크립트)에서 보존된 문서. 2006년 11월 8일에 확인함. : 전투에서 양측의 행동 서술
- 첸, 피터 (2004년 - 2006년). “동솔로몬제도의 전투”. 《World War II Database》. 2006년 3월 23일에 원본 문서에서 보존된 문서. 2006년 5월 17일에 확인함.
- Lanzendörfer, Tim. “항공모함들의 재회 : 동솔로몬 제도의 전투”. 《The Pacific War: The U.S. Navy》.